# Notas encriptadas de Ricky McCormick
Las notas encriptadas de Ricky McCormick son dos documentos escritos a mano que se encontraron en los bolsillos de dicha persona, víctima de un asesinato cuyo cuerpo fue descubierto en un campo del condado de Saint Charles, en el estado estadounidense de Misuri, el 30 de junio de 1999. Pese a los intentos del equipo de criptoanálisis y unidad de registros (CRRU) del FBI y de la Asociación Estadounidense de Criptogramas, los expertos forenses no lograron descifrar el significado de las notas codificadas, por lo que se convirtió en uno de los casos sin resolver más destacados de la CRRU. El 29 de marzo de 2011, el FBI emitía un comunicado para tratar de obtener ayuda ciudadana en el asunto. Días más tarde, actualizaron su sitio web para observar el "flujo de respuestas", y establecieron las dos páginas por separado, para que el público ofreciera sus comentarios y teorías al respecto.

## Ricky McCormick
En su adolescencia, el afroamericano Ricky C. McCormick (nacido el 14 de junio de 1958) había abandonado la escuela secundaria. Tuvo varias residencias en el área metropolitana de San Luis, viviendo de manera intermitente con su madre. Según un artículo de 1999 publicado en el St. Louis Post-Dispatch, McCormick padecía problemas crónicos de corazón y pulmón. No estaba casado, pero había tenido al menos cuatro hijos. Tenía antecedentes penales y anteriormente había cumplido 11 meses de una condena de tres años por estupro. En el momento de su muerte, tenía 41 años, estaba desempleado y recibía pagos de asistencia social por discapacidad.
Su cuerpo fue encontrado el 30 de junio de 1999 en un campo de maíz cerca de West Alton, por una mujer que conducía por un camino de tierra cerca de la ruta 367. Dentro de la investigación, uno de los puntos sin resolver es el porqué de su ubicación, ya que se encontraba a más de 20 kilómetros de su última dirección postal, y no contaba con carné de conducir ni vehículo propio, además de ser una zona alejada del centro que no contaba con paradas o estaciones de autobuses. Aunque el cuerpo ya estaba comenzando la descomposición debido al calor y humedad de la estación, las autoridades utilizaron las huellas dactilares para identificar a McCormick. No había indicios de que alguien tuviera un motivo para matar a McCormick y nadie lo había denunciado como desaparecido. Como tal, las autoridades inicialmente descartaron el homicidio; sin embargo, no se determinó oficialmente la causa de la muerte en ese momento. McCormick fue visto con vida por última vez cinco días antes, el 25 de junio de 1999, en el Hospital Forest Park de San Luis, donde acudió para un chequeo médico.

## Descripción de las notas
Las dos notas halladas en los bolsillos del finado estaban escritas en un código desconocido consistente en "una mezcla de letras y números ocasionalmente entre paréntesis", registros que los investigadores creen pueden conducir a los responsables del asesinato. Dan Olson, jefe de la Unidad de Criptoanálisis y Registros de Allanamiento del FBI, dijo, para ilustrar sobre el significado de las notas, que rompiendo el código "se podría revelar el paradero de la víctima antes de su muerte y podría conducir a la solución de un homicidio". Los intentos de la CRRU y de la Asociación Estadounidense de Criptogramas no lograron descifrar su significado y las notas quedaron como uno de los principales casos no resueltos por el organismo. Según llegaron a comentar los miembros de su familia, McCormick no usaba notas cifradas cuando era niño, y aparentemente nadie en su familia sabe cómo descifrar los códigos tampoco.
El FBI dejó abierto en su página web un formulario de contacto, con ambas notas visibles, para que los ciudadanos se pudieran poner en contacto con el cuerpo y enviar sus respuestas y sugerencias, evitando así que las ayudas colapsaran las centralitas telefónicas o el correo electrónico.

## Críticas
En una entrevista de 2012 con Riverfront Times, la familia de McCormick expresó que "nunca supieron que Ricky" escribiera códigos o mensajes ocultos.  Sí que contaron a los investigadores que, a veces, anotaba cosas, comentarios de poca importancia, en notas, pero cuestionaban seriamente la capacidad de McCormick para elaborar el complejo sistema de las notas que se le encontraron. Su madre, Frankie Sparks, dijo que "lo único que podía escribir era su nombre", algo que parecía corroborar su padre, Charles McCormick, que contaba que "Ricky no podía deletrear nada, solo garabateaba".
Cuando McCormick murió, los funcionarios le contaron a su familia sobre los otros contenidos de los bolsillos de la víctima. Con respecto a las notas, la familia solo se enteró de ellas doce años más tarde, tras ser informada por un noticiero local.